# Olivetti Advanced Technology Center
L'Olivetti Advanced Technology Center (ATC) è stato un istituto di ricerca privato di Olivetti, attivo nel campo delle tecnologie informatiche. 

## La prima sede (1979-1984)
Fu fondato nel 1979 a Cupertino, in California, da Enzo Torresi, già dirigente Olivetti, che ne assume la presidenza dal 1979 al 1982. 
Dopo alcuni mesi di posizionamento provvisorio, la sede fu stabilita presso un edificio di nuova costruzione (1980), situato all'angolo tra il numero 4 di Mariani Avenue e il 10430 di De Anza Blvd, a due piani, per un totale di 23,837 piedi quadrati.
In quegli anni, qui vennero sviluppati chip LSI, ovvero circuiti integrati dai 100 a 10000 transistor e il personal computer Olivetti M20, con processori forniti dalla Zilog (lo Z8001 nel caso dell' M20), azienda di microprocessori creata da Federico Faggin, inventore della CPU. Il computer aveva design curato dallo studio di Ettore Sottsass ma non era in linea con gli standard IBM né si basava sull'allora sistema di riferimento, il DOS di Microsoft; tali incompatibilità lo rendevano un prodotto poco utilizzabile, portando a poche vendite. Nel 1984 lo ATC presenta l'Olivetti M24, con un più potente processore e compatibilità completa ai sistemi IBM e DOS. Il prodotto vende molto bene, anche grazie ad un migliore rete di vendita ed all’accordo con AT&T.
All'epoca, l'Olivetti ATC che già al 1982 contava 170 tra ricercatori e professionisti dell'informatica, sembrava portare l'Olivetti all'internazionalizzazione.

## La seconda sede e la chiusura (1985-1990)
Nel 1985, il centro venne riallocato presso un edificio di nuova costruzione (1984) al 20300 di Stevens Creek Blvd, sempre a Cupertino, CA 95014. Le maggiori dimensioni (157,180 piedi quadri per 4 piani), lasciava presagire un'evoluzione nella strategia aziendale. Al contrario, seguendo un cambio progettuale, l'attività rallentò, e la stessa ATC andò verso la definitiva smobilitazione, cessando ogni operatività con la fine del decennio. 

## Le ex sedi oggi
La prima sede, tra il numero 4 di Mariani Avenue e il 10430 di De Anza Blvd, è stata parzialmente modificata nella struttura interna, ed utilizzata per anni come struttura clinica dentistica. Risulta oggi proposta per nuova locazione
La seconda sede - in Stevens Creek - è invece stata sede di Apple (Apple - City Center 1) e frazionata per utilizzo ad altre attività commerciali.

## Nella cultura

### Cultura di Internet
Su Google, in alcuni newsgroup, si possono trovare alcuni utenti che negli anni novanta discutevano di problematiche tecniche utilizzando email con dominio @oliveb.atc.olivetti.com; dominio, ovviamente, non più attivo.